# Chiesa di Santa Maria della Catena (Napoli)
La chiesa di Santa Maria della Catena (più precisamente Santa Maria delle Grazie a Catena o Madonna della Catena) si erge nel centro storico di Napoli, in via Santa Lucia.
Il tempio venne fondato nel 1576 dagli abitanti del quartiere, che decisero di dedicarlo alla Madonna della Catena, il cui culto era stato importato a Napoli dalla Sicilia. La costruzione della chiesa fu avviata dopo che, nel 1565, la zona fu cinta da mura protettive sul mare, rendendo agli abitanti la vita più sicura e trasformando la zona in luogo di svago signorile.

## Il miracolo siciliano
La tradizione vuole che nel 1390, a Palermo, tre condannati innocenti videro rimandare il giorno della loro esecuzione a causa di una pioggia battente. Le catene con cui erano imprigionati nella chiesa di Santa Maria del Porto (la denominazione della chiesa in questione prima del miracolo) furono spezzate dal provvidenziale intervento della Vergine, attestato dai miracolati. Per questo motivo quella chiesa in seguito, prima popolarmente e poi anche ufficialmente, venne ribattezzata della Catena.

## La chiesa napoletana

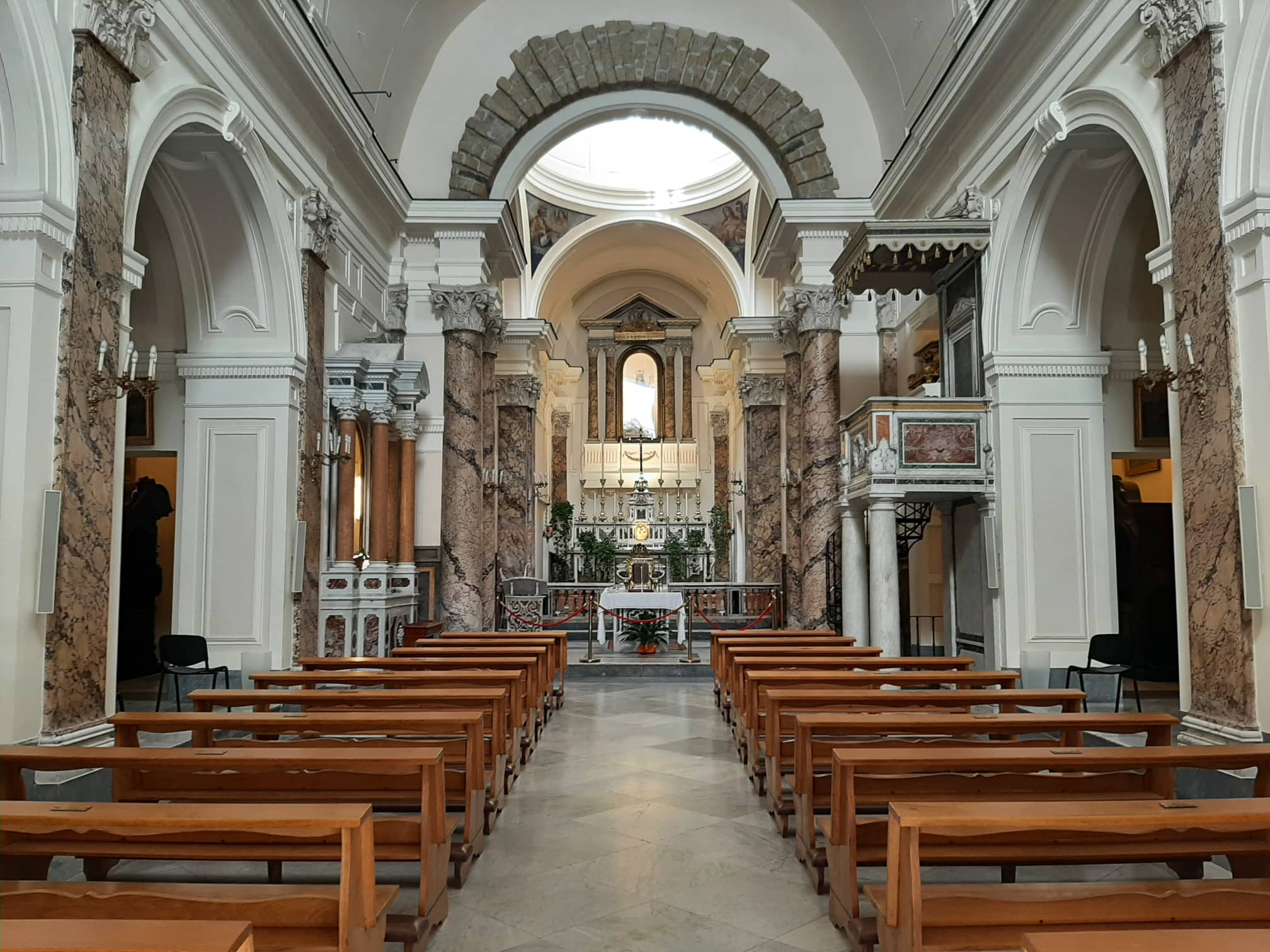
Scorcio dell'interno

La primitiva chiesa della Madonna della Catena fu costruita da una confraternita che raccoglieva pescatori e marinai del borgo di Santa Lucia. La chiesa, iniziata nel 1576, fu benedetta il 5 settembre 1579 su licenza del cardinale arcivescovo di Napoli, il teatino Paolo Burali d'Arezzo.
Primo cappellano fu il francescano Giovanni Vollero, ma alla cura spirituale degli abitanti concorsero i Francescani (Zoccolanti riformati) dei vicini conventi di Santa Croce e della SS.ma Trinità di Palazzo.
Dal 1597 la chiesa cominciò a ospitare la nuova parrocchia del borgo di Santa Lucia a Mare, eretta dal cardinale arcivescovo Alfonso Gesualdo in applicazione dei decreti del Concilio di Trento; primo parroco fu Lelio de Bernaudo. All'epoca i lavori della chiesa risultavano quasi del tutto completi. La navata aveva volta carenata e pavimento in battuto. L'altare maggiore era in muratura. Sui lati si contavano tre cappelle. Gli arredi liturgici, pochissimi in argento, erano modesti e malridotti.
A metà del XVII secolo, quando vi compì la visita pastorale il cardinale arcivescovo Ascanio Filomarino (1648), la chiesa si presentava con forme eleganti. Era illuminata da cupola e finestre, ed era dotata di organo e cantoria. Sul presbiterio si affacciavano due coretti per la musica. La Madonna della Catena, titolare del luogo di culto, era raffigurata nella pala dell'altare maggiore, in dipinto non più esistente, tra i santi Andrea e Leonardo (nella descrizione della visita pastorale compiuta dal cardinale arcivescovo Giacomo Cantelmo nel 1688, la tavola era però descritta come raffigurante la Vergine, attorniata da puttini con catene, tra i santi Gennaro e Andrea, e con le anime del Purgatorio ai piedi). Al XVII secolo risalgono le decorazioni a stucco della cupola e il cupolino, opera di Gabriele Barrile con la partecipazione di Andrea Canale.
La chiesa fu completamente riedificata nel 1871 a cura dell'architetto Carmelo Passaro e portata alle dimensioni di circa m 27 per m 14. Contestualmente furono edificati vari nuovi appartamenti tutt'intorno all'edificio, perfino al di sopra, chiudendo così le finestre, lasciando appena libero il cupolino e realizzando un pozzo negli ambienti accanto all'altare maggiore. Nel 1881 la chiesa della Madonna della Catena acquistò una nuova e moderna veste neoclassica, con una facciata illuminata da un grande finestrone riquadrato, che si allungava fino al sottotetto. La facciata tuttavia è stata integralmente rifatta, riproponendo quella delle origini, ricavata dai dipinti d'epoca, in occasione di radicali lavori di restauro compiuti nel 2005-2006 a curati dall'architetto Antonia Totaro.
Dal 1799 nella chiesa è conservata la tomba dell'ammiraglio Francesco Caracciolo, condannato a morte nello stesso anno per ordine dell'ammiraglio Horatio Nelson. Il corpo, raccolto dopo l'esecuzione nei pressi del Castel dell'Ovo, fu prima deposto nella cripta, destinata originariamente a uso funerario e poi collocato nel transetto sinistro della chiesa, sormontato da una grande epigrafe marmorea. Un epitaffio, posto nel 1881 in occasione della riapertura al culto della chiesa, ricorda con enfasi il contesto della condanna a morte dell'ammiraglio.
Alla chiesa era legata la festa della 'Nzegna, celebrata fino agli anni cinquanta del Novecento. Si svolgeva prima nella data del 15 agosto, poi trasferita ai primi di settembre.

## Attuale natura
Parrocchia fino alla metà del XIX secolo oggi la chiesa è una rettoria nell'ambito territoriale della vicina parrocchia di Santa Lucia a Mare. Il sacerdote che cura l'attività liturgica e pastorale del luogo ha titolo di rettore e padre spirituale dell'arciconfraternita di Santa Maria delle Grazie a Catena, ente ecclesiastico civilmente riconosciuto proprietario della chiesa.